# Wirtsalm (Kiefersfelden)
Die Wirtsalm ist eine Alm in der Gemeinde Kiefersfelden.
Zwei Almhütten der Wirtsalm stehen unter Denkmalschutz und sind unter den Nummern D-1-87-148-82 und D-1-87-148-83 in die Bayerische Denkmalliste eingetragen.

## Baubeschreibung

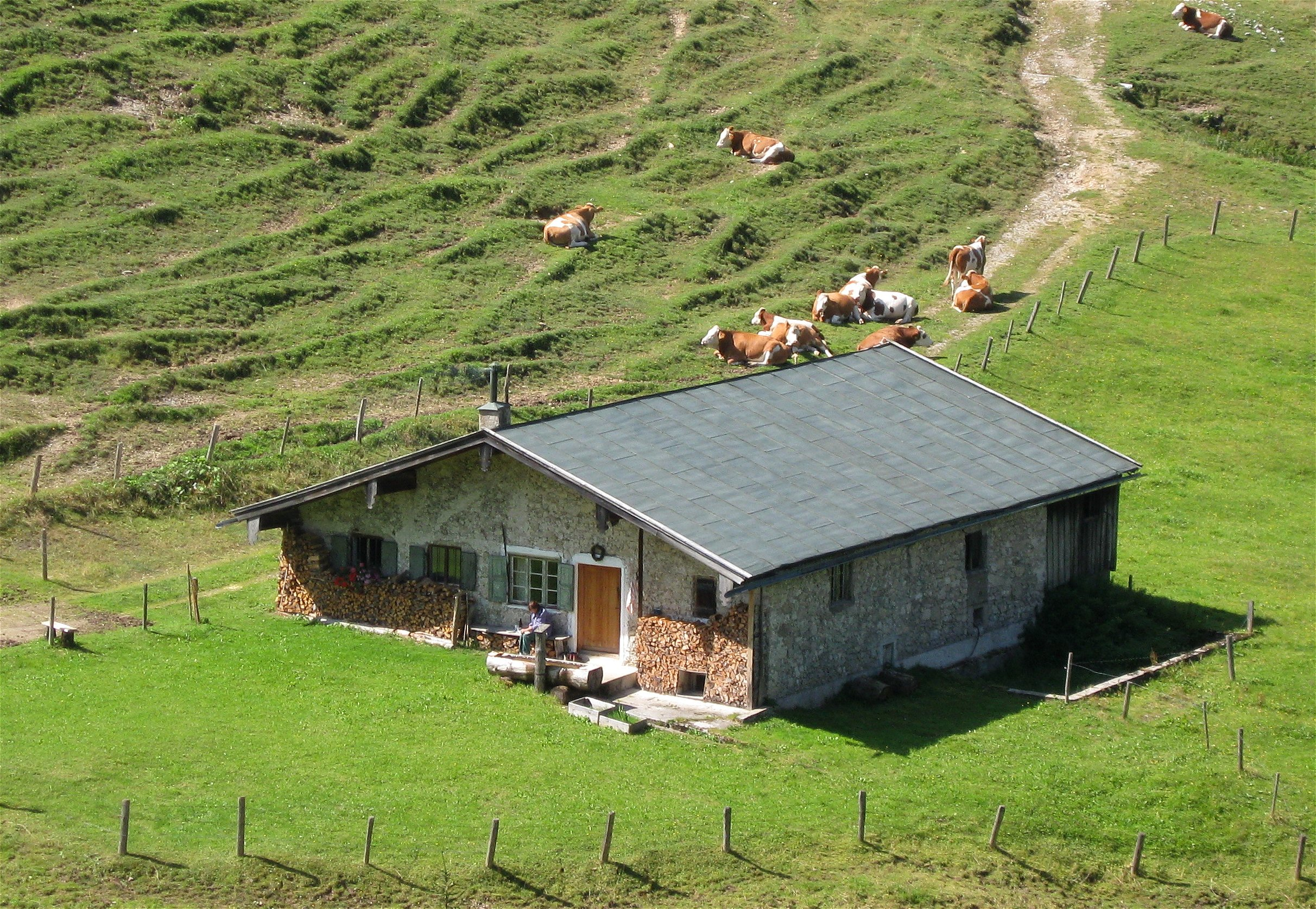
Wirtsalm

Der östliche Almkaser, das Wirtsalpl, ein Rundumtyp, ist ein erdgeschossiger Blockbau mit Flachsatteldach, der im 18. oder 19. Jahrhundert errichtet wurde.
Beim westlichen Almkaser, der sogenannten Wirtsalm, handelt es sich um einen erdgeschossigen Steinbau mit Flachsatteldach, der ebenfalls im 18. oder 19. Jahrhundert errichtet wurde.

## Heutige Nutzung
Die Wirtsalm ist bestoßen.

## Lage
Die Wirtsalm liegt nördlich vom Trainsjoch auf einer Höhe von 1240 m ü. NN.
In südöstlicher Richtung befinden sich die Oberaudorfer Alm und die Guggenalm.